# Bulbophyllum gongshanense
Bulbophyllum gongshanense är en orkidéart som beskrevs av Zhan Huo Tsi. Bulbophyllum gongshanense ingår i släktet Bulbophyllum och familjen orkidéer. Inga underarter finns listade i Catalogue of Life.